# Garaeus ustapex
Garaeus ustapex är en fjärilsart som beskrevs av Eugen Wehrli 1936. Garaeus ustapex ingår i släktet Garaeus och familjen mätare. Inga underarter finns listade i Catalogue of Life.